# Fluorek złota(I)
Fluorek złota(I), AuF – nieorganiczny związek chemiczny z grupy fluorków, w którym złoto występuje na I stopniu utlenienia. Związku tego nie udało się dotychczas wydzielić w stanie stałym, jednak jego istnienie wykazano za pomocą spektrometrii mas i spektroskopii rotacyjnej.

## Historia syntezy
Fluorek złota na I stopniu utlenienia był jednym z najbardziej nieuchwytnych halogenków metali. Z wstępnych prac teoretycznych przeprowadzonych pod koniec lat 50. XX wieku wyciągnięto nawet wniosek, że taki związek jest niemożliwy do otrzymania. Z tego względu przez trzydzieści kolejnych lat ukazała się tylko jedna publikacja na ten temat. Jej autorzy sugerowali, że zaobserwowali w podczerwieni widmo emisyjne fluorku złota(I), który powstał w wyniku eksplozji drutu wykonanego ze złota w atmosferze fluoru. Uznano jednak, że uzyskane wówczas dowody doświadczalne w znacznym stopniu nie zostały potwierdzone. Teoretyczne prace analizujące możliwe sposoby obserwacji cząsteczek AuF zostały opublikowane przez zespół prof. Schwerdtfegera na przełomie lat 80. i 90. XX wieku. W 1992 roku Saenger i Sun donieśli o zaobserwowaniu pasm, które przypisali drganiom cząsteczki AuF, jednak nie byli w stanie ostatecznie wykluczyć, że nie był to wynik obecności takich cząsteczek i jonów, jak AuO, AuF+
 lub AuO+
. Opublikowane w 1995 roku obliczenia Schwerdtfegera wskazały, że obserwowane przez Saengera i Suna częstotliwości rzeczywiście pochodziły od AuF. W międzyczasie opublikowano pracę, w której za pomocą spektrometrii mas obserwowano zarówno kationy AuF+
, jak i aniony AuF−
, co autorzy uznali za dowód istnienia neutralnego AuF. Nie była jednak to obserwacja bezpośrednia. Istnienie obojętnej cząsteczki AuF w fazie gazowej zostało później potwierdzone metodą spektroskopii mikrofalowej z transformacją Fouriera (FTMW). Przyczyną trudności w wydzieleniu fluorku złota(I) w postaci stałej są niezwykle silne właściwości kompleksujące związków złota z fluorem. Nawet próba zastosowania bardzo słabo koordynującego ksenonu jako reduktora AuF
3 nie zakończyła się syntezą AuF (w czasie tej próby odkryto pierwszy związek z kationem tetraksenonozłota(II)).

## Otrzymywanie
Gazowy AuF powstaje podczas trawienia wykonanych ze złota błon w plazmie O
2/SF
6 oraz O
2/CF
4. Obojętny fluorek złota(I) powstaje najprawdopodobniej również w trakcie neutralizacyjno-rejonizacyjnych doświadczeń w spektrometrze masowym. Inną metodą jest wykorzystanie impulsów lasera zbudowanego z granatu itrowo-glinowego domieszkowanego trójwartościowymi kationami neodymu (laser Nd:YAG) do wzbudzania prekursorów fluorowych na folii ze złota owiniętej wokół pręta szklanego. Zastosowano 0,1% SF
6 i CF
3I w argonie lub neonie w charakterze prekursorów oraz impulsy o długości fali 532 nm i mocy 5–10 mJ na impuls.

## Budowa i właściwości
Oszacowana energia dysocjacji wiązania Au−F wynosi około 290 kJ/mol (69 kcal/mol; dolna i górna granica tego oszacowania, to odpowiednio 68 kcal/mol i 85 kcal/mol. Zmierzone z wykorzystaniem efektów Starka i Zeemana wartości momentu dipolowego wynoszą odpowiednio μ = 2,03 ±0,05 D dla stanu [17.8]0+ (v = 0) oraz μ = 4,13 ±0,02 D dla stanu Σ+ (v = 0).